# 가창

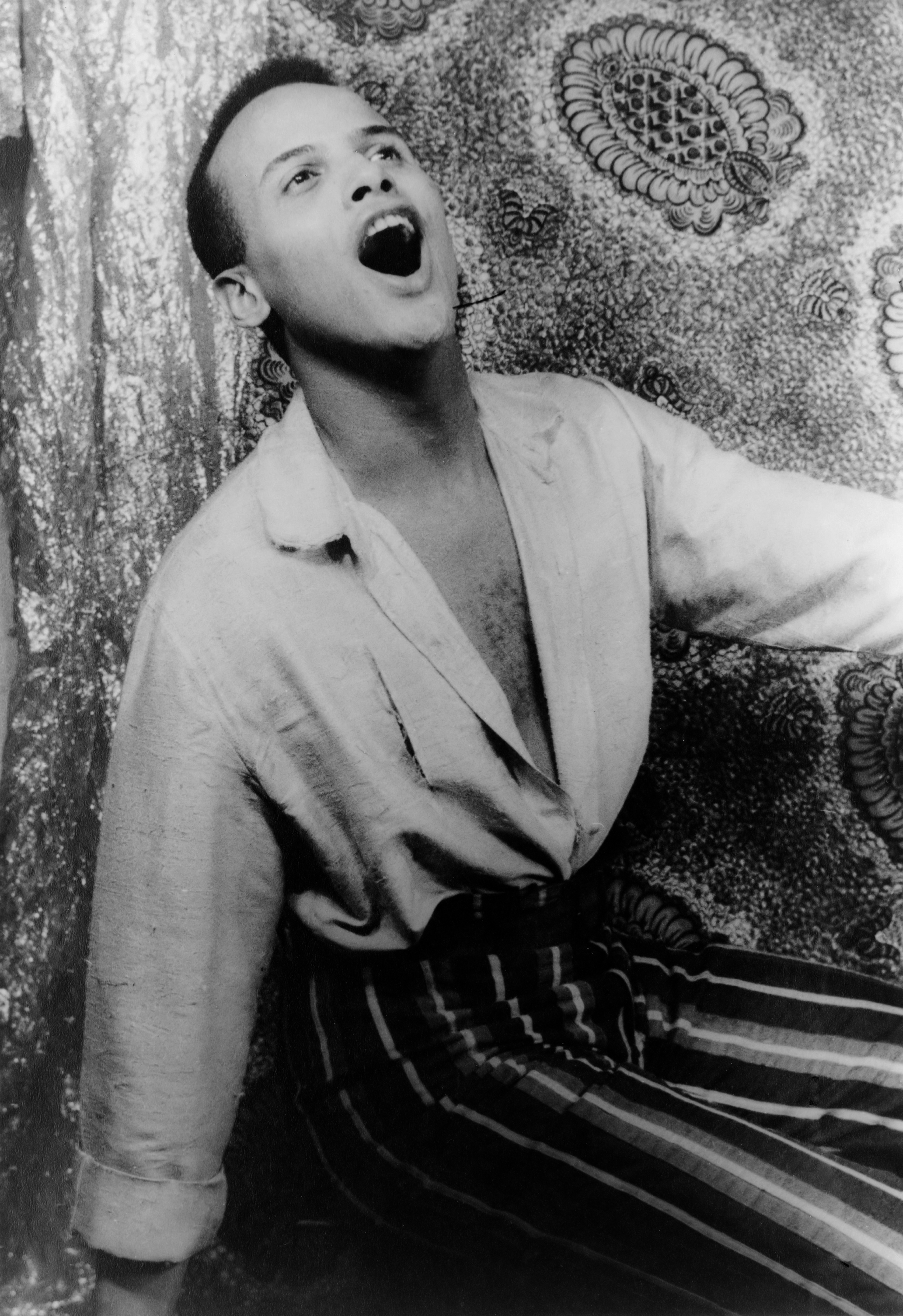
노래하는 가수

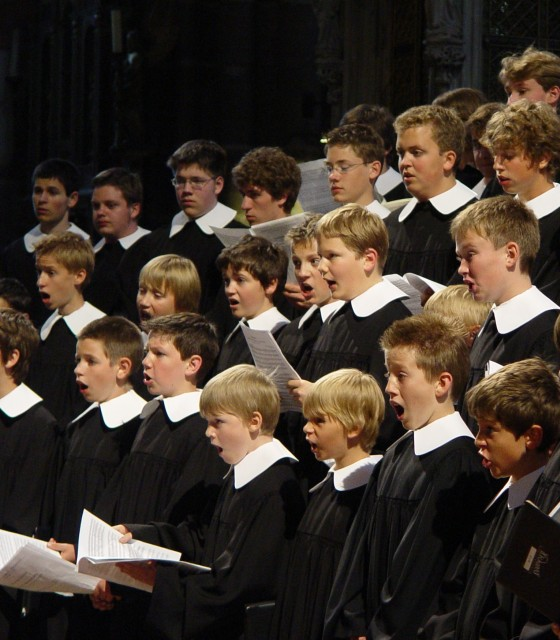
어린이 합창단

가창(歌唱)은 사람의 목소리로 음악을 표현하는 방식이다. 노래를 부르는 사람은 가수(歌手), 싱어(singer), 보컬리스트(vocalist)라고 한다. 가수는 악기를 수반하거나 수반하지 않고 노래를 부르면서 음악을 공연한다. 가창은 음악가들의 악단을 통해서나 홀로 이루어진다.
가창은 형식적이거나 형식적이지 않을 수 있고, 미리 정해져 있거나 즉흥적일 수도 있다. 가창은 종교적 헌신의 형태, 취미, 즐거움이나 위로감에 기인하여, 아니면 음악 교육의 일부나 직업으로서 이루어질 수 있다. 가창의 우수성에는 시간, 헌신, 가르침, 정기적인 연습이 필요하다. 정기적으로 연습을 마치면 소리는 더 분명해지고 강해진다.

## 음성
신체적 측면에서 가창은 공기 공급이나 풀무 역할을 하는 허파의 사용에 의존하는 잘 정의된 기법을 가지고 있다. 리드나 진동기 역할을 하는 후두, 가슴, 머리 구멍 및 뼈대에는 관악기의 튜브와 같은 증폭 기능이 있다. 혀에서는 입천장, 치아, 입술과 함께 발음되어 증폭된 소리에 자음과 모음을 부과한다. 이 네 가지 메커니즘은 독립적으로 기능하지만 그럼에도 불구하고 보컬 기술을 확립하는 데 조화를 이루고 서로 상호 작용한다. 수동 호흡 중에는 횡경막을 통해 공기가 흡입되고 아무런 노력 없이 호기가 발생한다. 호기는 복부, 내부 늑간 및 하부 골반/골반 근육의 도움을 받을 수 있다. 흡입은 외부 늑간근, 목살근, 흉쇄유돌근을 사용하여 보조된다. 음조는 성대에 따라 변경된다. 입술을 다물고 있는 것은 허밍(humming)이라고 한다.
개인이 노래하는 목소리의 소리는 개개인의 성대의 실제 모양과 크기뿐만 아니라 그 사람의 신체 나머지 부분의 크기와 모양으로 인해 완전히 독특하다. 인간에게는 성대가 느슨해지거나 조여지거나 두께가 변할 수 있고 다양한 압력에 따라 호흡이 전달될 수 있는 성대 주름이 있다. 가슴과 목의 모양, 혀의 위치, 관련되지 않은 근육의 긴장도가 변경될 수 있다. 이러한 동작 중 하나를 수행하면 생성되는 사운드의 피치, 음량, 음색 또는 톤이 변경된다. 소리는 또한 신체의 다양한 부분 내에서 공명하며 개인의 크기와 뼈 구조는 개인이 생성하는 소리에 영향을 미칠 수 있다.
가수는 또한 소리가 성도 내에서 더 잘 공명되도록 특정 방식으로 소리를 투사하는 방법을 배울 수 있다. 이것을 보컬 공명(vocal resonation)이라고 한다. 보컬 사운드 및 생성에 대한 또 다른 주요 영향은 사람들이 다양한 사운드를 생성하기 위해 다양한 방법으로 조작할 수 있는 후두의 기능이다. 이러한 다양한 종류의 후두 기능은 다양한 종류의 보컬 레지스터로 설명된다. 가수가 이를 달성하는 주요 방법은 가수의 포먼트를 사용하는 것이다. 이는 귀의 주파수 범위 중 가장 민감한 부분과 특히 잘 일치하는 것으로 나타났다.
또한 더 두껍고 유동적인 성대 점막을 이용하면 더 강력한 목소리를 얻을 수 있는 것으로 나타났다. 점막이 유연할수록 공기 흐름에서 성대까지의 에너지 전달이 더 효율적이다.

## 같이 보기
- 가수

### 예술 음악
- 아카펠라
- 아리아
- 벨칸토
- 샹송
- 합창
- 음악가
- 오페라
- 배음 창법
- 레치타티보
- 싱어송라이터
- 목노래
- 요들

### 기타 음악
- 비트박스
- 그로울링
- 리드 보컬
- 랩 (음악)
- 스크리밍
- 송라이터
- 보코더